# Tom Tomsk
Der FK Tom Tomsk (russisch Футбольный клуб Томь Томск Futbolny klub Tom Tomsk, wiss. Transliteration Futbol’nyj klub Tom’ Tomsk) war ein russischer Fußballverein aus der westsibirischen Stadt Tomsk.

## Geschichte

Logo bis 2007

Der Klub wurde 1957 gegründet und trat in den folgenden Jahren unter wechselnden Namen an. Zunächst hieß die Mannschaft Burewestnik, nannte sich aber schnell in Tomitsch um. Im dritten Jahr des Bestehens erhielt der Verein mit Sibelektromotor den dritten Namen, der allerdings nur bis 1960 Bestand hatte, als der Verein sich wieder in Tomitsch zurücktaufte. 1964 bis 1967 und wieder von 1974 bis 1978 trat die Mannschaft als Torpedo an. Dazwischen wurde der Klub in Tomles umbenannt. Ab 1979 trat der Klub als Manometr an und erhielt 1987 den heutigen Namen, nach dem Fluss Tom.
Bis zum Zerfall der Sowjetunion konnte der Klub keinen größeren Erfolg erzielen. Bei der Gründung der neuen russischen Liga im Jahr 1992, wurde der Verein in die 1. Liga eingeordnet, die zweite Spielklasse. Bereits 1993 musste er in die Drittklassigkeit absteigen. Erst Mitte der 1990er Jahre ging es sportlich bergauf. Im Jahre 1996 erreichte die Mannschaft den zweiten Platz der dritten russischen Liga und verpasste nur knapp den Aufstieg in die zweite Liga. Im folgenden Jahr 1997 gelang der Aufstieg in die zweite russische Liga.
Im Jahr 2004 gelang als Tabellenzweiter der zweiten Liga der Aufstieg in die höchste Spielklasse Russlands. Das war der bisher größte Erfolg von Tom, der sich im Jahr des 400-jährigen Stadtjubiläums ereignete. Der Verein spielte in der Folgezeit in der Premjer-Liga und erreichte mit dem Cheftrainer Anatoli Byschowez in seiner ersten Saison 2005 den zehnten Platz. Während der Spielzeit 2008 geriet der FK Tom in finanzielle Schieflage, so dass die Auflösung des Vereins nur knapp abgewendet werden konnte. Das beste Ergebnis wurde 2006 und 2010 mit dem jeweils achten Tabellenrang erzielt. Nach der Spielzeit 2011/12 stieg die Mannschaft aus Tomsk aus der höchsten Spielklasse ab., erreichte aber in der darauffolgenden Saison als Vizemeister des Perwenstwo FNL den sofortigen Aufstieg.
2014 musste Tomsk in die Relegation gegen den FK Ufa, unterlag dem Club aus Baschkirien nach einer 1:5-Auswärtsniederlage sowie einem 3:1-Heimsieg und stieg erneut in das zweitklassige Perwenstwo FNL ab. Am Ende der Saison 2014/15 erreichte der Verein einen Relegationsplatz, verlor jedoch das Spiel im heimischen Stadion 0:1 gegen Ural Jekaterinburg, erreichte auswärts nur ein 0:0-Unentschieden und blieb somit zweitklassig. 2015/16 sicherte sich die Mannschaft erneut einen Relegationsplatz, spielte zum dritten Mal hintereinander um den Verbleib bzw. Aufstieg in höchste russische Fußballliga und kehrte nach zwei Spielen (0:1 und 2:0) gegen Kuban Krasnodar in die Premjer-Liga zurück. In der Winterpause 2016/17 geriet der Club erneut in finanzielle Schieflage. Die Gehaltsrückstände beliefen sich auf 460 Mio. Rubel. Daraufhin verließen die meisten Leistungsträger den Verein. Drei Spieltage vor dem Ende der Spielzeit 2016/17 stand der Abstieg fest.

### Auflösung
Als Tom Tomsk gegen Ende der Saison 2021/22 in eine existenzbedrohende finanzielle Krise geriet und keine Lizenz für die Saison 2022/23 erhielt, löste sich der Verein im Jahr 2022 auf.

## Stadion
Der Verein trug seine Heimspiele im 15.000 Zuschauer fassenden Trud-Stadion aus, das bereits im Jahre 1929 erbaut wurde. Im Frühjahr 2008 wurde das Stadion entsprechend dem Reglement der russischen Liga umgebaut.

## Bekannte ehemalige Spieler
| Russland - Denis Bojarinzew - Wladimir Djadjun - Witali Djakow - Artjom Dsjuba - Alan Gatagow - Kirill Kombarow - Fjodor Kudrjaschow - Alexei Medwedew - Kirill Pantschenko - Sergei Pessjakow - Pawel Pogrebnjak - Igor Portnjagin - Alexander Prudnikow - Alexei Rebko - Artjom Rebrow - Renat Sabitow - Jewgeni Sawin - Alexander Schirow - Alexander Sobolew - Dmitri Tarassow | GUS und ehemalige Sowjetunion - Jevgeni Novikov - Sergei Pareiko - Edvinas Girdvainis - Andrius Skerla - Ilie Cebanu - Serghei Covalciuc - Kyrylo Kowaltschuk - Maksim Bardatschou - Wital Bulyha - Wassil Chamutouski - Sjarhej Karnilenka - Aljaksandr Kultschy - Sjarhej Sasnouski | Europa - Ognjen Vranješ - Schiwko Milanow - Aleksandar Mladenow - Hrvoje Vejić - Goran Maznov - Eric Bicfalvi - Ovidiu Dănănae - Gabriel Mureșan - Adrian Ropotan - Garry O’Connor - Nikola Petković - Kornel Saláta - Aleksander Radosavljevič - Lukáš Droppa - Jan Holenda - Martin Jiránek - Tomáš Vychodil - Ádám Pintér | Amerika - Richlord Ennin Asien - Daisuke Matsui - Kim Nam-il |

## Bekannte ehemalige Trainer
- Anatoli Byschowez
- Waleri Nepomnjaschtschi